# Івлево (присілок, Дмитровський міський округ)
І́влево (рос. Ивлево) — присілок у складі Дмитровського міського округу Московської області, Росія.

## Населення
Населення — 117 осіб (2010; 65 у 2002).
Національний склад (станом на 2002 рік):
- росіяни — 92 %